# 斯普林菲尔德 (南达科他州)
斯普林菲尔德（英語：Springfield），是美国南达科他州下属的一座城市。根据2010年美国人口普查，该市有人口1,989人。2011年估计该市人口约有1,977人，年增长率为?0.60%。